# Peter Scamurra
Peter Vincent „Pete“ Scamurra (* 23. Februar 1955 in Buffalo, New York) ist ein ehemaliger US-amerikanisch-kanadischer Eishockeyspieler, der im Verlauf seiner aktiven Karriere zwischen 1973 und 1981 unter anderem 132 Spiele für die Washington Capitals in der National Hockey League (NHL) auf der Position des Verteidigers bestritten hat. Seinen größten Karriereerfolg feierte Scamurra im Trikot der kanadischen U20-Nationalmannschaft mit dem Gewinn der Bronzemedaille bei der inoffiziellen Junioren-Weltmeisterschaft 1974. Seine Tochter Hayley Scamurra ist ebenfalls Eishockeyspielerin und gewann mit der US-amerikanischen Frauennationalmannschaft bei der Weltmeisterschaft 2019 die Goldmedaille.

## Karriere
Scamurra, der während seiner Juniorenzeit gemeinsam mit seinem Bruder einer der besten Tennisspieler seiner Altersklasse im Bundesstaat New York und an der US-amerikanischen Ostküste war, spielte zunächst parallel dazu auch Eishockey. Nach dem erfolgreichen Abschluss der High School war der Verteidiger in der Saison 1972/73 bei den Niagara Falls Flyers in der unterklassigen, kanadischen Juniorenliga Southern Ontario Junior Hockey League (SOJHL) aktiv. Anschließend zog es ihn im Sommer 1973 an die University of Wisconsin–Madison, wo er kurzzeitig für das Universitätsteam, die Wisconsin Badgers, in der Western Collegiate Hockey Association (WCHA), einer Division im Spielbetrieb der National Collegiate Athletic Association (NCAA), auflief. Nach 13 Einsätzen, in denen er als linker Flügelstürmer agieren musste, wechselte Scamurra allerdings noch im Verlauf der Saison 1973/74 zu den Peterborough Petes in die Ontario Hockey Association (OHA) bzw. Ontario Major Junior Hockey League (OMJHL). Dort spielte er bis zum Sommer 1975 wieder in der Verteidigung, wurde ins Second All-Star Team der Liga berufen und abschließend sowohl im NHL Amateur Draft 1975 in der zweiten Runde an 19. Stelle von den Washington Capitals aus der National Hockey League sowie im WHA Amateur Draft 1975 in der vierten Runde an 50. Position von den Cleveland Crusaders aus der zu dieser Zeit mit der NHL konkurrierenden World Hockey Association (WHA) ausgewählt.
Zur Spielzeit 1975/76 wechselte der 20-Jährige in die Organisation der Washington Capitals, die in der Vorsaison ihr erstes Jahr in der NHL absolviert hatte. Aufgrund der geringen Konkurrenz im Kader gelang es dem Abwehrspieler zunächst einen Stammplatz im Kader des Hauptstadtklubs zu erhalten. Mit 58 Einsätzen und 15 Scorerpunkten bestritt der Rookie zugleich sein bestes NHL-Jahr in den folgenden vier Spielzeiten pendelte Scamurra immer wieder zwischen dem NHL-Aufgebot Washingtons und dem der Kooperationspartner der Capitals aus der American Hockey League (AHL). So lief er bis zum Sommer 1980 dort für die Richmond Robins, Springfield Indians und Binghamton Dusters auf. Er absolvierte – auch aufgrund zahlreicher Verletzungen an den Knien – in diesem Zeitraum aber nie mehr als 30 NHL-Spiele und nur einmal mehr als 30 in NHL und AHL kombiniert in einer Saison. Die Spielzeit 1980/81, in der er einige Einsätze für die Binghamton Whalers in der AHL und SaiPa Lappeenranta aus der finnischen SM-liiga absolvierte, war sein letztes Jahr im professionellen Eishockey, da der 26-Jährige seine Karriere im Sommer 1981 beendete.

### International
Für Kanada nahm Scamurra mit der kanadischen U20-Nationalmannschaft an der ersten, inoffiziellen Junioren-Weltmeisterschaft 1974 im sowjetischen Leningrad teil. Der Verteidiger kam in allen fünf Turnierspielen zum Einsatz und erzielte dabei zwei Tore. Die Kanadier sicherten sich am Turnierende die Bronzemedaille.
Für die erste Austragung des Canada Cups im Jahr 1976 wurde Scamurra in das Trainingslager des US-amerikanischen Eishockeyverbandes USA Hockey eingeladen, schaffte es jedoch nicht in den abschließenden Turnierkader.

## Erfolge und Auszeichnungen
- 1974 Bronzemedaille bei der Junioren-Weltmeisterschaft
- 1975 OMJHL Second All-Star Team
- 2019 Aufnahme in die Greater Buffalo Sports Hall of Fame

## Karrierestatistik

### International
Vertrat Kanada bei:
- Junioren-Weltmeisterschaft 1974

(Legende zur Spielerstatistik: Sp oder GP = absolvierte Spiele; T oder G = erzielte Tore; V oder A = erzielte Assists; Pkt oder Pts = erzielte Scorerpunkte; SM oder PIM = erhaltene Strafminuten; +/− = Plus/Minus-Bilanz; PP = erzielte Überzahltore; SH = erzielte Unterzahltore; GW = erzielte Siegtore; 1 Play-downs/Relegation; Kursiv: Statistik nicht vollständig)